# Adam Müller
Pour les articles homonymes, voir Müller.
Adam Heinrich Müller (né à Berlin, le 30 juin 1779 et mort à Vienne, le 17 janvier 1829) est un critique littéraire, théoricien de l'État et homme politique prussien, précurseur du romantisme en économie.

## Biographie
Destiné par sa famille à étudier la théologie protestante, dès 1798, à Göttingen, il se consacre à l'étude du droit, de la philosophie et des sciences naturelles. De retour à Berlin, son ami Friedrich von Gentz le convainc de s'intéresser à la science politique. Après avoir travaillé quelque temps comme conseiller référendaire à la Kurmärkische Kammer de Berlin, il voyage en Suède et au Danemark, puis en Pologne où il reste deux ans, et enfin à Vienne, où il se convertit au catholicisme le 30 avril 1805.
De 1806 à 1809, à Dresde, il est précepteur d'un prince de la famille de Saxe-Weimar, et donne des cours de littérature allemande, d'art dramatique et de science politique. En 1808, il lance avec Heinrich von Kleist la revue Phoebus. L'année suivante, il rentre à Berlin, avant de repartir pour Vienne en 1811, où il est hébergé par l'archiduc Maximilien d'Autriche-Este, et devient l'ami de Clément-Marie Hofbauer. En 1813, il est nommé commissaire impérial et major d'un corps de fusiliers tyroliens, et prend part aux combats contre les armées de Napoléon. Lors de la réorganisation du pays qui suit la victoire, il est conseiller auprès du gouvernement.
Après le congrès de Vienne, il est nommé consul général d'Autriche en Saxe, à Leipzig, et représente également son pays auprès de l'Anhalt et de Schwarzburg. Il fait paraître le Deutscher Staatsanzeiger de 1816 à 1818, ainsi que l'Unparteiischer Literatur- und Kirchenkorrespondent. Adam Müller est présent aux conférences ministérielles de Carlsbad et de Vienne, en 1819 et 1820. En 1826, à la demande du prince de Metternich, il reçoit le titre de chevalier von Nittersdorf ; il est rappelé à Vienne l'année suivante, et travaille à la chancellerie jusqu'à son décès, survenu à l'âge de 49 ans.

## Pensée politique
En ce qui concerne l'économie politique, Adam Müller s'oppose fortement au système matérialiste et libéral défendu par Adam Smith, ainsi qu'au libre marché. Par contraste avec l'individualisme économique de Smith, il met l'accent sur l'aspect éthique de l'économie nationale, les devoirs de l'État vis-à-vis des individus ; tout cela reposant sur des fondements religieux. L'importance de Müller dans l'histoire de l'économie politique et reconnue par ses opposants eux-mêmes ; d'après Wilhelm Roscher, sa réaction contre Adam Smith n'est "ni aveugle ni hostile, mais importante, et bien souvent, réellement utile".
La pensée réactionnaire et féodaliste visiblement à l'œuvre dans ses ouvrages, mais aussi leur caractère profondément religieux, en décalage complet avec les idées du temps, a empêché Müller d'exercer une influence plus grande et plus durable sur son époque. Cependant, au XXe siècle, des théoriciens de l'État corporatiste comme Othmar Spann ont repris nombre de ses réflexions.

## Œuvres
- Die Lehre vom Gegensatze, 1804.
- Vorlesungen über die deutsche Wissenschaft und Literatur, 1806/1807.
- Von der Idee der Schönheit, 1809.
- Von der Idee des Staates, 1809.
- Die Elemente der Staatskunst, 1809.
- Die Theorie der Staatshaushaltung, 1812.
- Versuch einer neuen Theorie des Geldes, 1816.
- Zwölf Reden über die Beredsamkeit und deren Verfall in Deutschland, 1816.
- Staatsanzeigen, 1816–1818.
- Von der Notwendigkeit einer theologischen Grundlage der gesamten Staatswissenschaften, 1819.

### Traductions en français
- Douze discours sur l'éloquence et son déclin en Allemagne, introd. & trad. fr. Christine Gemeaux, Paris, Les Belles Lettres, coll. Bibliothèque allemande, 256 p., 2015  (ISBN 978-2251830117)